# DJ (cómic)
DJ (Mark Sheppard) es un estudiante en el  Instituto Xavier de Aprendizaje Superior, que aparece por primera vez en Nueva X-Men: Academia X # 2 (2003). Mark Sheppard nació en la ciudad ficticia de Bluewater Village como se revela en los Nuevos X-Men. También se reveló que su padre era un alcohólico y su madre murió cuando él era joven. En el Instituto Xavier de Aprendizaje Superior, DJ es un miembro del escuadrón de entrenamiento Corsarios y que luego es transferido al escuadrón de Los Modelos. Fue uno de los cientos de mutantes que perdieron sus poderes como resultado del  Día-M. Los profesores decidieron evacuar a todos los estudiantes que habían perdido los poderes del Instituto, pero William Stryker ordenó a Matthew Risman disparar un misil contra el autobús en el que viajaban. Tras la explosión, X-23 trató de salvar a DJ, pero con sus últimas palabras él le dijo que era preciosa.  Elixir intentó curarle, pero ya era demasiado tarde.

## Poderes y habilidades
Poseía la habilidad de manipular la energía basándose en el tipo de música que estaba escuchando. Controlaba la música para crear distintos efectos. Diferentes estilos musicales provocaban diferentes efectos. Por ejemplo, la música "dura" como el rock le permitía lanzar rayos de energía, la música clásica le permitía crear campos de fuerza y la música "dance" le permitía emitir luces cegadoras.